# 麥二叉蚜
麥二叉蚜（学名：Schizaphis graminum）为常蚜科二叉蚜屬下的一个种。